# Bykle
Bykle là một đô thị ở hạt Aust-Agder, Na Uy.
Bykle đã được tách ra từ Valle ngày 1 tháng 1 năm 1902.
Đô thị này (ban đầu là một giáo khu) đã được đặt tên theo nông trang cổ Bykle (Norse Byklar) do nhà thờ đầu tiên đã được xây ở đó. Nông trang này đã được đặt tên theo hồ Bykil.
Đô thị này giáp Vinje về phía bắc, phía đông giáp Tokke, cả hai đều ở hạt Telemark. Về phía nam là Valle thuộc hạt Aust-Agder và cũng giáp Sirdal ở hạt Vest-Agder. Về phía tây nam là Forsand, phía tây là Hjelmeland và Suldal, tất cả đều thuộc hạt Rogaland.
Bykle có nhiều nhà máy thủy điện.